# Oklahoma Kid
Oklahoma Kid (Originaltitel The Oklahoma Kid) ist ein US-amerikanischer Spielfilm aus dem Jahr 1939 mit James Cagney, Rosemary Lane und Humphrey Bogart in den Hauptrollen. Er gehört zum Genre des Westerns. Die Regie führte Lloyd Bacon.

## Handlung
Die Handlung beginnt mit der Enteignung und Vertreibung der Indianer gegen ein lächerliches Entgelt aus dem Oklahoma-Territorium. Nach der Vertreibung beginnt der Oklahoma Land Run 1893. Siedler und Glücksritter reißen sich das Land unter den Nagel und versuchen ihre Vorstellung von Zivilisation durchzusetzen. Der kriminelle Saloonbesitzer Whip McCord beherrscht und terrorisiert mit seiner Bande eine ganze Kleinstadt, das spätere Tulsa, und verwandelt diese in einen Sündenpfuhl. John Kincaid und sein Sohn Ned siedeln in der Nähe. Beide wollen die Stadt von der Kriminalität reinigen und eine Zivilisation etablieren. John bewirbt sich als Bürgermeister und Ned als Sheriff. McCord lässt John festnehmen und lynchen. Jim „Oklahoma Kid“ Kincaid, der es mit dem Gesetz auch nicht so genau nimmt und der eigentlich keinen moralischen Regeln folgt, kommt in die Stadt, um zusammen mit Ned seinen Vater zu rächen. Bei einem Showdown im Saloon wird Ned von McCord schwer verletzt, kann ihn aber töten, womit er seinem Bruder das Leben rettet. Ned vergibt Jim und stirbt in seinen Armen. Oklahoma Kid heiratet Jane, die Tochter des Richters Hardwick, in die er schon länger verliebt war.

## Kritik
„Ein actionreicher Western, der die Handlungsmuster und die Schauspieler des amerikanischen Gangsterfilms der 30er Jahre in die Pionierzeit verlegt.“

Dennis Schwartz schrieb über den Film, dass auch eine A-Besetzung aus einem B-Western keinen A-Western mache.

## Weiteres
- James Cagney singt Rockabye Baby und I Don’t Want to Play in Your Yard.
- Es ist der dritte Film, in dem Cagney den Kriminellen mit dem guten Herzen und Bogart den abgrundtief verdorbenen Schurken spielt. Davor agierten die beiden Hollywood-Stars schon in den Gangsterfilmen Die wilden Zwanziger und Chicago – Engel mit schmutzigen Gesichtern in ähnlichen Rollen.
- Die Filmmusik komponierte Max Steiner, der mit 24 Oscarnominierungen für die beste Filmmusik zu den erfolgreichsten Filmkomponisten der Geschichte gehört. Im Film verwendet er einige Melodien von Stephen Foster.